# Булдуртинський сільський округ
Булдурти́нський сільський округ (каз. Бұлдырты ауылдық округі, рос. Булдуртинский сельский округ) — адміністративна одиниця у складі Сиримського району Західноказахстанської області Казахстану. Адміністративний центр — село Булдурта.
Населення — 2175 осіб (2021; 2995 у 2009, 3410 у 1999, 3563 у 1989).
Станом на 1989 рік існувала Булдуртинська сільська рада (села Аккудук, Булдурта, Жаркамис, Каракудук, Когеріс). Село Жаркамис ліквідовано 2024 року.

## Склад
До складу округу входять такі населені пункти:
| Населений пункт | Старі назви | Населення, осіб (1989) | Населення, осіб (1999) | Населення, осіб (2009) | Населення, осіб (2021) |
| --------------- | ----------- | ---------------------- | ---------------------- | ---------------------- | ---------------------- |
| Аккудук, село   | -           | 575                    | 521                    | 476                    | 300                    |
| Булдурта, село  | -           | 2000                   | 1990                   | 1990                   | 1547                   |
| Жаркамис, село  | Жаркомис    | 265                    | 170                    | 62                     | 29                     |
| Каракудук, село | -           | 269                    | 256                    | 139                    | 51                     |
| Когеріс, село   | -           | 454                    | 473                    | 328                    | 247                    |